# Krwawy chleb
Krwawy chleb. Przygody polskiego tułacza (późniejsze wydania pt. Znojny chleb; podtytuł opuszczony lub zmieniony w niektórych wydaniach do Przygody młodego tułacza polskiego w Europie i w Ameryce lub Przygody robotnika polskiego w Ameryce) – powieść przygodowa dla młodzieży Władysława Umińskiego z 1909 roku (w odcinkach; wydanie książkowe z 1912 roku). Doczekała się blisko 10 wydań. Książką opisuje ciężką, „krwawą” pracę głównego bohatera, polskiego emigranta do Stanów Zjednoczonych.  

## Historia wydań
Powieść była opublikowana w odcinkach w ilustrowanym magazynie „Wieczory Rodzinne” w 1909 roku (nr 5–28, 35–52) i następnym (nr 3-11, 13-26, 28, 32, 35-47, 49–53), a następnie wydana jako książka w 1912 w wydawnictwie Gebethner i Wolff. Kolejne wydania ukazały się m.in. w latach 1916, 1921, 1928, 1948, 1954, 1955, 1957 i 1968. Powieść przetłumaczono także na j. angielski.

## Fabuła
Bohaterem powieści jest polski emigrant, Sobiesław Mrocki, szukający pracy w Ameryce po dezercji z armii pruskiej. Pracuje tam na plantacjach kawy w Brazylii, skąd, wyzyskiwany, ucieka przez puszczę do Stanów Zjednoczonych, walczy z bandytami, pracuje na kolei, w hotelu i w fabryce, zapisuje się do armii amerykańskiej, bierze udział w tłumieniu ostatniego powstania Indian i w końcu zdobywa upragniony majątek, a także małżonkę, i zostaje właścicielem plantacji w Kalifornii.

## Odbiór i analiza
W 1946 roku siostra M. Andrea pisząc dla „Polish American Studies” opisała książkę jako „bardzo interesującą powieść przygodową dla młodzieży”, opartą na autentycznych doświadczeniach imigrantów, choć podkoloryzowanych.
W 1950 roku plany wydania książki odrzuciła cenzura komunistyczna z uwagą "powieść szkodliwa wychowawczo, o akcentach rasistowskich, gloryfikująca Stany Zjednoczone"; książkę jednak dopuszczono do druku kilka lat później w 1954 roku.
W 1956 roku Andrzej Lange w „Pamiętniku Literackim” opisał bohatera powieści jako „wszędzie wyzyskiwanego”. 
W 1957 recenzent Stowarzyszenia Bibliotekarzy Polskich zauważył, że bohater, zapisując się do armii amerykańskiej tłumiącej powstanie Indian, „za cenę zdrady ideałów młodości osiągnął upragniony dobrobyt”. Recenzent pozytywnie wyraził się o książce, zauważając, że "to nie tylko barwny świat przygód. Mówi ona także prawdę o życiu [emigrantów europejskich do Ameryki]". 
Pedagog Łukasz Kurdybacha w swojej Historii wychowania z 1968 pozytywnie wyraził się o tej książce, pisząc, że jest to jedna z „powieści o nie przemijającej wartości”, ukazująca „żywotne idee narodowowyzwoleńcze i losy tułacze emigrantów”. 
W 1969 r. w „Miesięczniku literackim” opisano książkę jako „powieść obyczajową... szlachetną w tendencji, ale literacko mierną”. W tym samym roku w recenzent w „Nowych książkach” zauważył, że jej „szczęśliwe, ba, przecudownie szczęśliwe zakończenie powieści budziło zawsze zdziwienie krytyków”. Recenzent zauważa, że „Mimo scenerii amerykańskiej Znojny chleb jest książką o Polakach i polskich problemach”, i poleca też uwadze zawarte w tym wydaniu posłowie Stanisława Zielińskiego, według którego książka „realizuje rodzimy mit o zasłużonym odpoczynku w ojczystej zagrodzie”, a osadzenie fabuły w Ameryce podyktowane było realiami w jakich książka powstała (okres zaborów i I Wojny Światowej). Zieliński napisał, że książka ta, „nie zapomniana przez czytelników”, nie jest „reklamą” Kalifornii, ale raczej, „zachowując pozory powieści przygodowej, Umiński napisał książkę zapowiadającą ofiary i walkę... Dopiero po wojnie można będzie myśleć o domu... [jest to] książka o Polakach i polskiej, nadciągającej z wojną przyszłości”. 
W 1973 Krystyna Kuliczkowska pisała, że książka nawiązuje to motywów o Polakach na obczyźnie i walki o wyzwoleniu narodowym, „zawiera wiele mocnych akcentów społecznych, świadczących o ambicji szerszego potraktowania problemów istotnych dla epoki”, pisząc też, że bohaterowie jej „uczestniczą - dla zarobku - w tłumieniu ruchów wolnościowych”. Wcześniej pisała, że książka zawiera „ostre akcenty krytyki społecznej”, specyficznie zwracając uwagę na to że, jej bohater „jest członkiem wielomilionowej armii chicagowskich bezrobotnych, nieludzko eksploatowanych przez fabrykantów w okresie prac sezonowych”. 